# Cochem
Cochem là một thị xã ở Rheinland-Pfalz, Đức, huyên lỵ nhỏ nhất Đức và là địa điểm lớn nhất của huyện Cochem-Zell. Đô thị này tọa lạc ở thung lũng ở hạ lưu sông Mosel, tại chân đồi bao quanh lâu đài Reichsburg được xây vào năm 1051. Xung quanh thị xã này là các vườn nho.